# 水泉镇 (枣庄市)
水泉镇，是中华人民共和国山東省枣庄市山亭区下辖的一个乡镇级行政单位。

## 行政区划
水泉镇下辖以下地区：
李庄村、围沟村、板上村、青莲村、夏岭村、下辛庄村、化石岭村、水泉村、上龙庄村、下龙庄村、尚岩村、西崮城村、东崮城村、袁庄村、石盆村、棠棣峪村、唐岭村、赵岭村、张山头村、郑庄村、朱庄村、东朱庄村、云峰山村、长城村、峪子村、田坑村、上辛庄村、杨庄村、白蒋峪村、吉庄村、大马湾村、柴山前村、南蒋村、柴胡村、下湾村和佛山湾村。